# جان اسپارکس
جان اسپارکس (انگلیسی: John Sparkes؛ زادهٔ ۹ ژانویهٔ ۱۹۵۴) کمدین، بازیگر و صداپیشه اهل بریتانیا است. وی از سال ۱۹۸۶ میلادی تاکنون مشغول فعالیت بوده‌است.
از فیلم‌ها یا برنامه‌های تلویزیونی که وی در آن نقش داشته است، می‌توان به شان گوسفنده (فیلم)، آتش‌نشان سام، شان گوسفنده (کارتون) و پپا پیگ اشاره کرد.